# Nizam DRedd
Mametaliev Nizam Ruslanovitch — musicien kazakh d’origine ouïghours, plus connu sous ses noms de scène Nizam DRedd, et DRedd (né le 1er août 1989, à Almaty, RSS kazakhe, URSS) — plusieurs fois participant des battles en ligne de hip-hop.ru, InDaRnB. Il s’est fait surtout connaître grâce à des titres tels que « Страха нет » (Pas de peur), « Грусти по-счастливому » (Tristesse joyeuse). Il est le créateur et propriétaire de la chaîne « MNC Motivation » sur YouTube.

## Biographie
Nizam Mametaliev est né le 1er août 1989 à Almaty,. Son père, Ruslan Mametaliev, est ouïghour ; sa mère, Anisat Mametalieva, est d’origine laque. Dès son adolescence, il s’intéresse au rap. Il termine 9 classes à l’école secondaire n°69 de la ville d’Almaty, où il pratique activement le sport et participe à des compétitions.
En octobre 2013, des compétitions de bras de fer ont lieu à Almaty. Le tournoi réunit plus de 200 participants venus de différentes régions, et Nizam remporte la première place, devenant ainsi champion de la ville d'Almaty dans la catégorie super-lourds (plus de 100 kg).
Après l’école secondaire, il entre au « Collège d’architecture, de design et d’ingénierie », qu’il termine en 2009. En 2010, il commence à s’intéresser à la vidéographie, et réalise par la suite des spots publicitaires pour de grandes marques telles que Toyota, Lexus, Coca-Cola, Visa, Servier, Abbott, etc.
Au début de sa carrière musicale, il adopte le nom de scène DRedd. Selon Nizam, DRedd représente sa voix intérieure. Il gagne en popularité grâce aux réseaux sociaux, où sa musique se diffuse largement. Parmi ses premières œuvres, le morceau « Goroda » (Города) devient particulièrement populaire. Plus tard, il devient connu non seulement au Kazakhstan, mais aussi dans d’autres pays post-soviétiques.

## Carrière
Nizam commence à se consacrer activement à la musique en 2007 avec des morceaux de battle underground. Avant cela, il était passionné de cinéma, ce qui l’a mené vers une activité créative. Le 29 octobre 2010, il se produit pour la première fois en concert, dans sa ville natale d’Almaty.
En 2016, Nizam participe en tant que juge à la deuxième saison de la battle rap SLOVO: Kazakhstan.
Un autre aspect marquant de ses réalisations est l’apprentissage des langages de programmation, qui lui permet de lancer en 2008 son propre site web, nizaika.ru. Ce site a connu une popularité constante pendant plus de dix ans grâce à une fréquentation élevée. Environ 65 000 contenus y ont été publiés au fil du temps, témoignant de l’ampleur du projet et de son impact significatif dans sa niche.

### 2007–2010: Débuts
En 2009, après avoir fait la connaissance d’artistes tels que GMS et Offside, ils fondent ensemble le groupe Almaty Legion. Après la dissolution du groupe, le nom du label « Almaty Legion » reste à Nizam.
En 2010, Nizam sort sa première mixtape solo intitulée Я против.

### 2010–2012: Création artistique
En 2012, il sort la mixtape intitulée Колонизация, à laquelle participent des artistes comme Shot, Dessar, T1One et d’autres.
Durant cette période, il entre en conflit et provoque de nombreux rappeurs dans ses morceaux. Il collabore également avec AL Hammer, Dessar, RZN Coast, Micfire [Mafyo], Shot, Кто Proтив, T1One, Нагора, Чудо, Mr. Hyde, Loc-Dog, Rem Digga, Dom1no, Elvira T, Tanir, Q-Fast, SD, El Paso, etc.

### 2013–2016: Changement de direction artistique
À partir de 2013, une période d’intense activité musicale débute : de nombreux morceaux sont écrits. Toutefois, pour des raisons inconnues, certains titres sont perdus.
L’album Реабилитация,, sort en 2015 et se compose de 24 morceaux. La moitié d’entre eux sont interprétés en solo par Nizam. Des titres comme « Давай, вставай! », « Моя свобода », « Кем мы были раньше » sont particulièrement appréciés par ses fans.

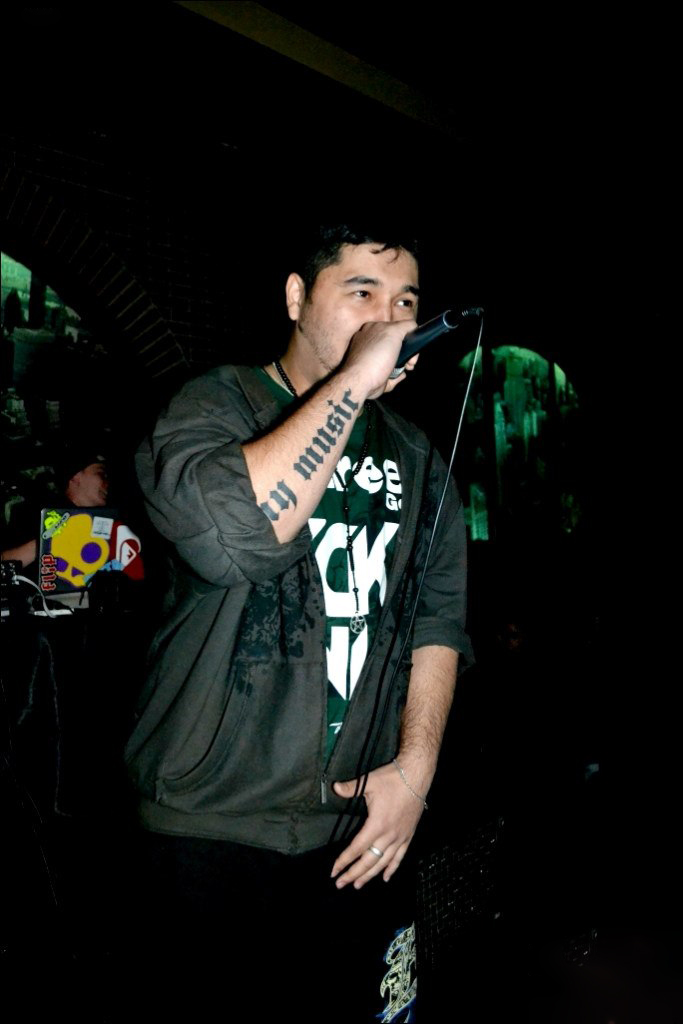
Performance de Nizam DRedd à Tochka Kipeniya, 2013

### 2017–2021: Cinq albums
En 2017, l’album Пик voit le jour. Le morceau « Уставшие люди », extrait de cet album, est diffusé à la télévision sur la chaîne MuzzOne. Nizam en parle dans une interview pour l’émission BackStage de Media Academy :
En 2018, l’album Прорвёмся sort,.
En 2019, l’album Все в твоих руках est publié,.
« Voici un autre rappeur expérimenté qui prétend au titre de révélation rap de l’année. Un représentant marquant du hip-hop kazakh, dont le rap combine morceaux lyriques et titres de battle. Il nous a raconté de nombreux faits intéressants et amusants de sa vie. Par exemple, il y a quelques années, lors d’un concert avec Scriptonite, il y avait moins de spectateurs que de rappeurs sur scène. Et lorsqu’il a été hospitalisé, ce sont Oxxxymiron et SD  qui sont venus lui rendre visite. »
Le 22 septembre 2020, le clip Холодный как лед sort. La réalisation et la caméra sont assurées par Alina Pyazok, l’une des créatrices du groupe Little Big, connu pour ses clips provocants sur YouTube qui cumulent des millions de vues.
Le 3 mars 2020, l’album Раньше было по другому est publié, comprenant de nombreux morceaux collaboratifs.
En avril 2021, Nizam sort son sixième album solo intitulé Белладонна.

### 2022–2024: Retour
En juin 2022, il publie un nouveau single intitulé Вечное сияние, en collaboration avec Molodoi Ra.
En août 2022, sort le single Сверхгигант.
En avril 2023, il dévoile un nouveau single intitulé Две тысячи масок,,, accompagné d’un clip vidéo.
En novembre 2023, sort le nouvel album Левиафан,,,, en collaboration avec S et This Blind.
« Malgré ses points forts — des beats puissants, des refrains efficaces, des textes plus matures et un concept général bien structuré — Левиафан ne semble pas être une œuvre fondamentalement nouvelle. Il s’agit plutôt de la suite logique des précédentes sorties de Nizam DRedd, sans rupture marquante ni progrès notable. »
Le 6 juin 2024, Nizam publie un livre intitulé Низам DRedd. Стихи,,. Ce projet littéraire est basé sur les paroles des morceaux de l’artiste. Il s’agit d’un recueil de poèmes constitués de textes lyriques extraits de ses chansons, enrichi d’illustrations soulignant le contenu émotionnel et artistique de ses écrits.
Le 5 avril 2024, sort le nouveau single Святая вера, avec la participation du rappeur russe bllack-santa.

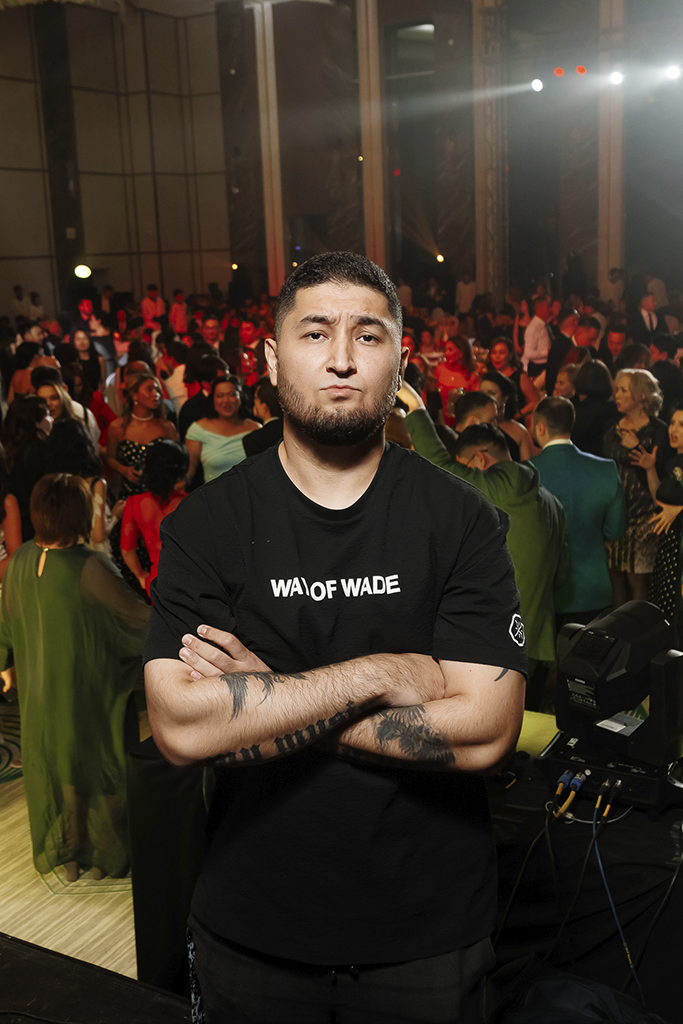
Photographie de Nizam DRedd lors d’un concert en 2024

Le 1er juin 2024, sort le single Завтра уже поздно,.
Le 15 octobre 2024, sort le single Прекрасное далёко, enregistré avec le rappeur AlvinToday, battle-MC ayant participé au projet SLOVO: Kazakhstan, et auteur de hits pour Jah Khalib et Liili.
Le 1er novembre 2024, sort le nouveau single Только Бог нас осудит.
Le 15 novembre 2024, sort le nouveau single Высота,.

### 2025 — Présent
Le 1er janvier 2025, sort un nouveau single collaboratif avec le rappeur allemand K.R.A., intitulé Уставший зритель,,. Cette sortie a suscité un vif intérêt, car les fans attendaient du nouveau matériel de K.R.A. depuis son dernier album, paru il y a plusieurs années.
Le 12 avril 2025, sort le single Война, Мор, Голод, Смерть,,.
Le 1er mai 2025, sort le nouveau single В глазах смотрящего,,

### Histoire de la chaîne YouTube
Nizam lance sa chaîne sur YouTube en novembre 2019, à l’âge de 30 ans, sous le nom de «MNC Motivation», ; il y publie du contenu motivationnel. Cependant, ses vidéos restent dans l’ombre jusqu’à la sortie de la vidéo Жизнь коротка («La vie est courte») en 2020, qui atteint des millions de vues.
En 2022, Nizam reçoit le bouton d’argent YouTube pour avoir atteint 100 000 abonnés. En 2025, sa chaîne compte plus de 304 000 abonnés et dépasse les 63 000 000 de vues.

### Vie personnelle
Le 5 octobre 2018, Nizam et son épouse Madina ont eu un fils prénommé Atlant.
En 2019, il apparaît dans le film de Akan Satayev, Рассвет великой степи (L’Aube de la grande steppe), où il joue le rôle du fils d’un berger.

## Discographie

### Albums studio
| Titre                    | Détails                                                                                    |
| «Реабилитация»           | - Sortie : 1er janvier 2015 - Format : Téléchargement numérique, Streaming - Almaty Legion |
| «Пик»                    | - Sortie : 2 décembre 2017 - Format : Téléchargement numérique, Streaming - Almaty Legion  |
| «Прорвёмся»              | - Sortie : 2 avril 2018 - Format : Téléchargement numérique, Streaming - Almaty Legion     |
| «Все в твоих руках»      | - Sortie : 14 mars 2019 - Format : Téléchargement numérique, Streaming - Almaty Legion     |
| «Раньше было по другому» | - Sortie : 3 mars 2020 - Format : Téléchargement numérique, Streaming - Almaty Legion      |
| «Белладонна»             | - Sortie : 4 janvier 2021 - Format : Téléchargement numérique, Streaming - Almaty Legion   |
| «Левиафан»               | - Sortie : 11 janvier 2023 - Format : Téléchargement numérique, Streaming - Almaty Legion  |

| - 2012 — «Колонизация» - 2011 — «Города» (avec BriZ) - 2020 — «Я Видел» (avec Вова PRIME) - 2022 — «Вечное сияние» (avec Molodoi Ra) - 2022 — «Сверхгигант» - 2023 — «Две тысячи масок» - 2023 — «Секунда до рая» - 2023 — «Забытые люди» - 2024 — «Жизнь» (avec This Blind) - 2024 — «Святая Вера» (avec bllack-santa) - 2024 — «Завтра уже поздно» - 2024 — «Только Бог нас осудит» - 2024 — «Высота» - 2025 — «Уставший зритель» (avec K.R.A.) - 2025 — «Война, Мор, Голод, Смерть» - 2025 — «В глазах смотрящего» | Collaborations - 2017 — «BOOK ONE» (album de MORRALLES) |

## Récompenses et nominations
| Année | Prix                                                   | Nomination                | Résultat   |
| ----- | ------------------------------------------------------ | ------------------------- | ---------- |
| 2015  | Prix musical eurasien «EMA» / EMA Eurasian Music Award | «Meilleur projet hip-hop» | Nomination |

## Vidéographie
| Année | Clip                               | Réalisateur | Remarque |
| ----- | ---------------------------------- | ----------- | -------- |
| 2014  | «Не держи, отпусти» (This Blind)   | M. Nizam    |          |
| 2014  | «Уставшие люди» (This Blind)       | T. Kristina |          |
| 2015  | «Кем мы были раньше»               | T. Solt     |          |
| 2016  | «Холодный как лед»                 | A. Piazok   |          |
| 2016  | «Бумеранг» (Topsy Kretzzz, Raziel) | M. Nizam    |          |
| 2023  | «Две тысячи масок»                 | T. Solt     |          |
| 2025  | «Уставший зритель» (K.R.A.)        | M. Nizam    |          |

## Sources
- rap.ru : Au rythme de Nizam DRedd. Objectifs et motivation dans l'œuvre du musicien kazakh
- Entretien avec Nizam DRedd pour Journalisti.ru
- Entretien avec Nizam DRedd pour ArtMoscovia
- Entretien avec Nizam DRedd pour ssl60.ru
- Entretien avec Nizam DRedd pour MuzSmi.ru
- Entretien avec Nizam DRedd pour Trufm.ru
- Entretien avec Nizam DRedd pour Make-Rap.ru
- Entretien avec Nizam DRedd pour Raptusa.com

## Critiques
- prorap.ru : Critique de l’album «Реабилитация»
- rap.ru : Critique de l’album «Пик»
- artmoskovia.ru : Critique de l’album «Левиафан»
- hiphop4real.com : Critique de l’album «Левиафан»
- hiphop4real.com : Critique de l’album «Раньше было по-другому»

## Classements et charts
- Après la sortie de «Уставший зритель», le titre atteint la 34e position dans le Top-100 des pages de sorties les plus consultées sur la plateforme Bandlink[73].

### Sources vidéo
- Qui est Nizam DRedd?: Interview pour RapNews